# Kutalmich
 (mai 2011).
Si vous disposez d'ouvrages ou d'articles de référence ou si vous connaissez des sites web de qualité traitant du thème abordé ici, merci de compléter l'article en donnant les références utiles à sa vérifiabilité et en les liant à la section « Notes et références ».
Kutalmich (ou Kutalmysh, Qutulmush) est l'ancêtre mythique des sultans ottomans. Il aurait été le fils de Jean Tzelepes Comnène et aurait vécu au XIIe siècle. Il fut le père de Suleyman Shah, le premier ancêtre attesté des sultans ottomans.